# My Wife and Kids
My Wife and Kids (bra: Eu, a Patroa e as Crianças; prt: Patriarca com Estilo) é uma sitcom estadunidense exibida pela American Broadcasting Company de 28 de março de 2001 a 17 de maio de 2005. A série retrata a vida de uma família semidisfuncional de classe média alta liderada por um pai excêntrico. Foi produzida pela Touchstone Television em associação com a Wayans Bros. Entertainment, protagonizada por Damon Wayans e Tisha Campbell.
A série gira em torno do empreendedor Michael Kyle, um marido e pai moderno que ensina regras de convivência com um estilo único. Ele é casado com a contadora e dona de casa Jay Kyle, com quem possui três filhos: o jovem pouco inteligente Michael Richard Kyle Jr., a patricinha Claire e a caçula Kady. Fã de Bill Cosby e  da franquia O Poderoso Chefão, Kyle possui métodos nada convencionais e exagerados para ensinar ou punir seus filhos, os quais ele considera divertidos, chamando-os de "momentos assinados por Michael Kyle".
No Brasil, o seriado começou a ser transmitido pelo SBT a partir de 14 de julho de 2002 com o título Eu, a Patroa e as Crianças, sendo que na mesma época, o seriado foi exibido pelo canal Sony e na grade antiga de programação do Disney Channel em horário nobre até 2005. Recentemente, foi exibida pelo canal pago Comedy Central de 1 de maio de 2017 a 3 de outubro de 2022. Atualmente está sendo exibida na TV aberta pela Rede Brasil desde 26 de fevereiro de 2022 e pela Record desde 25 de agosto de 2024, e na TV paga pelo Star Channel desde 09 de janeiro de 2023. Em Portugal, a série foi transmitida na FOX com o nome traduzido para Patriarca com Estilo.

## Enredo

Pôster da terceira temporada da série.

Michael Richard Kyle (Damon Wayans) é dono de uma empresa de caminhões e mora com a sua família nos subúrbios de Stamford, Connecticut. Ele é casado com Janet Marie Kyle, normalmente referida como "Jay" (Tisha Campbell), que era dona de casa, mas decidiu começar a trabalhar, voltando a cuidar da casa após ser demitida.
Michael e Jay têm três filhos: Michael Kyle Jr, geralmente chamado simplesmente de "Junior" (George O. Gore II) é o filho mais velho e nada inteligente, nascido quando Michael e Jay tinham apenas 16 anos de idade; Claire (Jazz Raycole, mais tarde Jennifer Nicole Freeman), sua filha do meio, que é a típica adolescente americana, preocupada somente com a aparência e garotos, e Kady (Parker McKenna Posey), a caçula que costumava ser uma gracinha, mas torna-se irritante conforme vai crescendo.
Conforme a série avança, novos personagens surgem, como	Franklin Aloysius Mumford (Noah Gray-Cabey), o namoradinho prodígio de Kady; Tony (Andrew McFarlane), o namorado religioso de Claire; Vanessa (Meagan Good, depois Brooklyn Sudano), moça que Junior engravida, e com quem depois acaba se casando; e o cômico casal Calvin (Lester Speight) e Jasmine (Ella Joyce), os desagradáveis pais de Vanessa.

## Elenco
| Ator/Atriz              | Personagem                         | Temporada    | Temporada    | Temporada    | Temporada    | Temporada  |
| Ator/Atriz              | Personagem                         | 1ª           | 2ª           | 3ª           | 4ª           | 5ª         |
| ----------------------- | ---------------------------------- | ------------ | ------------ | ------------ | ------------ | ---------- |
| Elenco principal        |                                    |              |              |              |              |            |
| Damon Wayans            | Michael Richard Kyle, Sr.          | Principal5   | Principal5   | Principal5   | Principal5   | Principal5 |
| Tisha Campbell          | Janet Marie "Jay" Kyle             | Principal5   | Principal5   | Principal5   | Principal5   | Principal5 |
| George O. Gore II       | Michael Richard "Junior" Kyle, Jr. | Principal5   | Principal5   | Principal5   | Principal5   | Principal5 |
| Jazz Raycole            | Claire Marie Kyle                  | Principal5   |              |              |              |            |
| Jennifer Nicole Freeman | Claire Marie Kyle                  |              | Principal5   | Principal5   | Principal5   | Principal5 |
| Parker McKenna Posey    | Kady Melissa Jheny Spilken Kyle    | Principal5   | Principal5   | Principal5   | Principal5   | Principal5 |
| Recorrente              |                                    |              |              |              |              |            |
| Andrew McFarlane        | Roger                              | Participação |              |              |              |            |
| Andrew McFarlane        | Tony Honest Jefferson              |              | Recorrente   | Recorrente   | Recorrente   | Recorrente |
| Noah Gray-Cabey         | Franklin Aloysius Mumford          |              |              | Recorrente   | Recorrente   | Recorrente |
| Meagan Good             | Vanessa Scott Kyle                 |              |              | Recorrente   |              |            |
| Brooklyn Sudano         | Vanessa Scott Kyle                 |              |              |              | Recorrente   | Recorrente |
| Lester Speight          | Calvin Scott                       |              |              |              | Recorrente   | Recorrente |
| Ella Joyce              | Jasmine Scott                      |              |              |              | Recorrente   | Recorrente |
| Damon Wayans, Jr.       | John                               |              | Participação | Participação | Participação |            |
| Michael Wayans          | Mike                               |              | Participação | Participação | Participação |            |
| DeRay Davis             | R.J.                               |              | Participação | Participação | Participação |            |
| Todd Lynn               | Todd                               |              |              | Participação | Participação |            |
| Liliana Mumy            | Rachel                             |              | Participação | Participação | Participação |            |
| Phil Reeves             | Dr. Klieger / Dr. Parks            | Participação | Participação | Participação | Participação |            |

↑a  Paulo Vignolo dublou Michael Kyle da primeira temporada até o oitavo episódio da terceira, sendo que Jairo Bonfim dublou a voz cantada do personagem;

↑b  Cidalia Castro dublou a voz cantada de Janet Kyle;

↑c  Indiane Christine dublou Kady Kyle na primeira e segunda temporadas.

### Convidados
Participações especiais
| Intérprete             | Personagem                                                                                     | Episódio                           |
| ---------------------- | ---------------------------------------------------------------------------------------------- | ---------------------------------- |
| Keenen Ivory Wayans    | Keen Kyle, irmão de Michael                                                                    | Temporada 1, Episódio 10           |
| Raven Symoné           | Chairmane, amiga de Claire que fica gravida em plena adolescência                              | Temporada 2, Episódios 1 e 2       |
| Gary Coleman           | Ele mesmo                                                                                      | Temporada 2, Episódio 2            |
| Gary Coleman           | Noivo de Kady / Entregador de pizza                                                            | Temporada 2, Episódio 4            |
| Shaquille O'Neal       | Ele mesmo                                                                                      | Temporada 2, Episódios 2 e 4       |
| Anthony Anderson       | Dr. Bouche, terapeuta de Jay e Michael                                                         | Temporada 2, Episódio 5 e 10       |
| Lou Rawls              | Dr. Rawls, médico no pesadelo de Michael                                                       | Temporada 2, Episódio 7            |
| Amy Hill               | Enfermeira Lorraine                                                                            | Temporada 2, Episódio 7            |
| Larry Miller           | Stuart Tyler, um desagradável desafeto de Michael                                              | Temporada 2, Episódios 16, 17 e 26 |
| Charles Robinson       | Joe Kyle, pai de Michael                                                                       | Temporada 2, Episódio 19           |
| Denise Nicholas        | Ann Kyle, mãe de Michael                                                                       | Temporada 2, Episódio 19           |
| Kym Whitley            | Wanda, melhor amiga de Jay                                                                     | Temporada 2, Episódios 25, 28 e 29 |
| Nicole Prescott        | Susan Green, antiga colega de escola de Michael e Jay                                          | Temporada 2, Episódio 25           |
| Brian McKnight         | Ele mesmo                                                                                      | Temporada 2 Episódio 29            |
| Nicole Scherzinger     | Veronica Jones, modelo da Victoria's Secret e passageira de avião para o Havaí                 | Temporada 3, Episódios 1 e 2       |
| Tyson Beckford         | Hunter, um modelo por quem Jay se atraí no Havaí e namorado de Veronica Jones                  | Temporada 3, Episódios 1 e 2       |
| Sofía Vergara          | Selma, a professora substituta de dança brasileira                                             | Temporada 3, Episódio 4            |
| Serena Williams        | Senhorita Wiggins, professora de Kady                                                          | Temporada 3, Episódio 7            |
| Vivica A. Fox          | Kelly Kyle, irmã de Michael                                                                    | Temporada 3, Episódio 9            |
| Mos Def                | Tomi, um amigo de Michael que ficou paraplégico                                                | Temporada 3, Episódio 12           |
| Miguel A. Nunez Jr.    | Max, amigo de Michael                                                                          | Temporada 3, Episódio 16 e 23      |
| David Alan Grier       | Jimmy Galler, um amigo irritante e inoportuno de Michael                                       | Temporada 4, Episódio 2            |
| David Alan Grier       | Jimmy Galler, um amigo irritante e inoportuno de Michael                                       | Temporada 5, Episódios 16 e 17     |
| T'Keyah Crystal Keymáh | Lyra, uma corretora de imóveis                                                                 | Temporada 4, Episódio 14           |
| Lou Ferrigno           | Big Guy, um presidiário e colega de cela de Michael                                            | Temporada 4, Episódio 18           |
| LeBron James           | Ele mesmo                                                                                      | Temporada 4, Episódio 19           |
| Wayne Newton           | Ele mesmo                                                                                      | Temporada 5, Episódio 1            |
| Michael Jordan         | Ele mesmo                                                                                      | Temporada 5, Episódio 2            |
| Katt Williams          | Bobby Shawn, um rapper ex-colega de classe e rival de Michael e também o primeiro beijo de Jay | Temporada 5, Episódios 4, 9 e 29   |
| Susie Castillo         | Sharon, ex-namorada de Michael                                                                 | Temporada 5, Episódio 4            |
| Taylor Lautner         | Tyrone, garoto que comete bullying contra Franklin                                             | Temporada 5, Episódio 4            |
| Flavor Flav            | Ele mesmo                                                                                      | Temporada 5, Episódio 9            |
| James Avery            | Floyd "Tacada" Tillman, professor universitário de Jay                                         | Temporada 5, Episódio 13           |
| Terry Crews            | Derryl Sccot, ex-colega de escola de Michael e proprietário de uma academia                    | Temporada 5, Episódio 19           |

- Jessica Sara como Melissa, inteligente, goleira do time de Kady, as Blossoms;

## Temas abordados
Primeira temporada
- Jay precisa se dedicar a carreira na contabilidade, porém Michael acredita que esse não é o melhor caminho para Jay pois acredita que seu trabalho fará com que ela se desvirtue-se da família. A menina Kady está sob os cuidados da babá Rosa, uma mulher mexicana que nunca caiu aos encantos do patrão. Claire vive o período da pré adolescência e em sua fase rebelde costuma a ser um pouco arrogante em suas atitudes. Júnior demonstra seu gosto pelo Hip-Hop, porém é desvirtuado da ideia pelo seu pai, que costuma extrapolar, quando o quesito é disciplina. Claire começa a ter as suas primeiras relações amorosas e Júnior conhece um amigo que o influencia a fumar maconha, Michael e Jay ao descobrirem, resolvem dar-lhe uma lição "brincando com sua mente", o que gera confusões muito engraçadas.

Segunda temporada
- Jay viaja a Califórnia para ajudar sua mãe enquanto Michael aplica suas lições de disciplina nos filhos, mas quando ela retorna se depara com uma situação esteticamente constrangedora. Jay volta da Califórnia com quilos a mais, o que faz seu marido Michael se surpreender, período da temporada em que eles começam a ir constantemente ao analista pessoal. Claire começa a namorar Tony, rapaz religioso que a primeira vista não conquista a confiança de Michael e Kady começa a demonstrar os primeiros sinais de ingratidão pelo pai, que apesar de tudo a ama muito. Junior começa a se desvirtuar de seus estudos, e começa a ter problemas na escola. Jay encontra uma antiga colega de escola, e ao ver sua magreza fica com baixa autoestima e Claire resolve ajudá-la a se produzir, Jay abandona seus fartos cachos e se veste de maneira formosa.

Terceira temporada
- A família vai para o Havaí e vive tremendas aventuras, Jay quer levar todos para uma excursão, mas Michael só quer ficar dormindo no hotel. Júnior se apaixona por uma menina que conhece, mas sofre a primeira decepção amorosa ao ter de deixá-la. Kady conhece um garoto pianista chamado Franklin, com o qual tem uma relação amistosa. Apesar de Jay já ter emagrecido, Michael ainda a provoca com insinuações sobre o peso dela, o que a deixa furiosa. No final da temporada Júnior passa a namorar uma garota chamada Vanessa, com a qual é pego na cama dos pais. Isso resulta na atitude de Michael, que ordena o filho a viver na garagem. Júnior se forma e se prepara para ir ao Japão, mas descobrem que Vanessa está grávida, causando tremenda decepção na família.

Quarta temporada
- Junior terá de lidar com os insultos do pai, já que o mesmo não acredita numa atitude estrondosa do filho. Junior não continua seus estudos, e terá de trabalhar na empresa de seu pai para sustentar sua esposa e seu futuro filho. O pai de Vanessa, Calvin, é um homem de grande porte físico e extremamente agressivo, apesar de às vezes chorar e agir como um "bebezão" quando está com problemas. Ele e sua mulher tentam aplicar pequenos golpes na família Kyle, o que não dá certo porque Michael, apesar do grande medo, resolve enfrentar o casal. Nasce o filho de Júnior e Vanessa: "Júnior Júnior"; e eles se casam tempos depois, numa cerimônia simples contrariando tentativa de influência da família que queria transformar o casamento em um mega evento. Jay começa a estudar psicologia na Faculdade de Stanford, o que não agrada seu marido, que acredita que novamente ela está abdicando de sua família.

Quinta temporada
- Michael vai para Las Vegas para disputar um "mano a mano" contra Michael Jordan acreditando que pode vencê-lo e onde Jay revela seu vício pelo jogo e se aproveita do prodígio de Franklin para conseguir o que quer. O casal Kyle volta à escola para reencontrar seus velhos amigos de escola e Michael enfrenta seu arqui-inimigo Bobby Shaw, quem tirou a virgindade dos lábios de sua garota Jay. A família toda começa a se dar bem até que Calvin resolve trabalhar para Michael exigindo jornada de 15 minutos por dia. A família viaja agora para as Bahamas e Jay novamente tem problemas para manter a família unida quando Jimmy, um amigo de Michael, não deixa os dois em paz. Enquanto isso, sem saber, Júnior se diverte com seu amigo membro do time gay de polo aquático. Jay se forma na faculdade, porém muito atrapalhada enfrenta momentos embaraçosos na formatura, já que foi toda mal produzida. Michael vende sua empresa para Bobby Shaw, podendo passar mais tempo com a família. No último episódio Michael recusa-se a submeter-se a uma vasectomia, mas quando enfim resolve tomar coragem é tarde demais, pois Jay está grávida.

## Produção

### Mudanças no elenco
- Jazz Raycole, a primeira atriz que interpreta Claire Kyle, foi substituída após a primeira temporada, tendo sido tirada da série porque sua mãe estava preocupada com o enredo da estreia da segunda temporada, na qual Claire descobre que sua amiga Charmaine (Raven-Symoné) estava grávida.[8] Jennifer Nicole Freeman foi então escolhida para o papel. Por Freeman não ter qualquer semelhança com Raycole, na estreia da segunda temporada, se faz uma referência à mudança: Claire desce as escadas e Michael percebe algo diferente em sua filha e diz "eu não sei o que é, mas você parece ser uma nova pessoa".

- Introduzido no meio da segunda temporada, Claire começa uma relação com o religioso Tony Honest Jefferson (Andrew McFarlane), porém antes disso McFarlane havia interpretado um outro namorado da Claire na primeira temporada (época de Jazz Raycole como Claire), com o nome de Roger.

- Durante a terceira temporada Franklin Aloysius Mumford (Noah Gray-Cabey), um garoto superdotado, se junta ao elenco como companheiro de Kady. Na mesma temporada, Meagan Good entrou na série interpretando Vanessa Scott, a nova namorada de Junior. No primeiro episódio da quarta temporada, por razões desconhecidas, a atriz foi substituída por Brooklyn Sudano, filha da cantora Donna Summer.

## Audiência
- Maior audiência no Brasil: Em 9 de Maio de 2005 no SBT, o seriado alcançou o primeiro lugar durante toda exibição com 14 pontos de média e picos de 15 pontos, ultrapassando até o Vídeo Show da TV Globo.[9]
- Maior Audiência nos Estados Unidos: No canal ABC, no dia 5 de Julho de 2003, alcançou o primeiro lugar de audiência no horário nobre (prime time), com 13 milhões de telespectadores, atrás das emissoras FOX, NBC, UPN e CBS. A série no ano de 2003, foi destacada por ser uma das série favoritas da comunidade negra norte-americana, junto com Todo Mundo Odeia o Chris e Um Maluco no Pedaço.[10]

## Recepção
My Wife and Kids teve 67% de aprovação no site Rotten Tomatoes.
Em 2020, o personagem Michael Kyle foi nomeado o 27° pai mais famoso da televisão na lista 50 Greatest TV Dads of All Time pela TV Guide.

## Prêmios e Indicações
A série ganhou 10 prêmios e 36 indicações.
| Ano  | Prêmio                  | Categoria                                 | Indicado(s)                 | Resultado |
| ---- | ----------------------- | ----------------------------------------- | --------------------------- | --------- |
| 2001 | Teen Choice Awards      | Melhor Série de Comédia                   |                             | Indicado  |
| 2002 | Prism Awards            | Melhor Episódio Cômico                    |                             | Vencedor  |
| 2002 | Family Television Award | Melhor Comédia                            |                             | Vencedor  |
| 2002 | People's Choice Award   | Melhor Performance Masculina Melhor Série | Damon Wayans                | Vencedor  |
| 2003 | ASCAP Award             | Melhor Produção Televisiva                | Derryck Thornton            | Vencedor  |
| 2003 | Young Artist Award      | Melhor Performance Infantil               | Jessica Sara                | Vencedor  |
| 2004 | BET Comedy Award        | Melhores Atores                           | Damon Wayans Tisha Campbell | Vencedor  |

| Ano  | Prêmio                 | Categoria                                                                                         | Indicado(s)                                                                                               | Resultado |
| ---- | ---------------------- | ------------------------------------------------------------------------------------------------- | --- | --------- |
| 2002 | Image Award            | Melhor Ator Comediante Melhor Atriz Comediante Melhor Comédia                                     | Damon Wayans Tisha Campbell                                                                               | Indicado  |
| 2002 | Young Artist Award     | Melhor Performance Infantil                                                                       | Parker McKenna Posey                                                                                      | Indicado  |
| 2003 | Image Award            | Melhor Ator Comediante Melhor Atriz Comediante Melhor Comédia                                     | Damon Wayans Tisha Campbell                                                                               | Indicado  |
| 2003 | Golden Satellite Award | Melhor Performance Masculina Melhor Comédia Melhor Produção Musical                               | Damon Wayans                                                                                              | Indicado  |
| 2003 | Young Artist Award     | Melhor Interpretação Familiar Melhor Série Melhor Performance Juvenil Melhor Performance Infantil | Parker McKenna Posey Jennifer Freeman George O. Gore II Marina Malota (Lisa Tayler) Liliana Mumy (Rachel) | Indicado  |
| 2004 | BET Comedy Award       | Melhor Escritora e Diretor Melhor Comédia Melhor Ator                                             | Kim Wayans George O. Gore II                                                                              | Indicado  |
| 2004 | Image Award            | Melhores Atuações Melhor Comédia                                                                  | Damon Wayans Tisha Campbell George O. Gore II                                                             | Indicado  |
| 2004 | Logie                  | Melhor Série Popular                                                                              | | Indicado  |
| 2004 | Teen Choice Award      | Melhor Atriz                                                                                      | Jennifer Freeman                                                                                          | Indicado  |
| 2004 | Young Artist Award     | Melhor Atuação Infantil                                                                           | Noah Gray-Cabey                                                                                           | Indicado  |
| 2005 | BET Comedy Award       | Melhores Diretores Melhores Atuações Melhores Escritores                                          | Damon Wayans Tisha Campbell Toda a Equipe Técnica                                                         | Indicado  |
| 2005 | Young Artist Award     | Melhor Atuação Infantil                                                                           | Noah Gray-Cabey                                                                                           | Indicado  |